# Willemia virae
Willemia virae är en urinsektsart som beskrevs av Ighor J.Kaprus 1997. Willemia virae ingår i släktet Willemia och familjen Hypogastruridae. Inga underarter finns listade i Catalogue of Life.